# عدد ممركز مخمسي

عدد ممركز مخمس.

العدد الممركز المخمس هو عدد ممركز مضلع يمثل شكل مخمس، بحيث يكون له نقطة مركزية والنقاط الأخرى موزعة على طبقات حول النقطة المركزية بشكل خماسي أضلاع منتظم.
- يعطى العدد الممركز المقابل للمخمس للعدد n بالعلاقة:

{\displaystyle {{(5(n-1)^{2}+5(n-1)+2)} \over 2}}.
- تعطى الأعداد الأولى من سلسلة الأعداد الممركز المخمسة كالتالي:

1 - 6 - 16 - 31 - 51 - 76 - 106 - 141 - 181 - 226 - 276 - 331 - 391 - 456 - 526 - 601 - 681 - 766 - 856 - ...

## وصلات خارجية
- إيريك ويستاين، Centered pentagonal number، ماثوورلد Mathworld (باللغة الإنكليزية).